# Luisel Ramos
Luisel Ramos (* um 1984; † 2. August 2006 in Montevideo) war ein uruguayisches Model.

## Leben
Sie starb am 2. August 2006 im Alter von 22 Jahren, als sie während der Fashion Week in Montevideo an einer Modeschau mitwirkte. Beim Verlassen des Laufsteges fühlte sie sich schlecht und brach dann auf dem Weg zum Umkleideraum zusammen. Als Todesursache wurde Herzversagen infolge von Anorexia nervosa festgestellt. Der Vater des Models, der ehemalige Fußballnationalspieler Luis Ramos, erklärte später den Ermittlern der Polizei, dass seine Tochter mehrere Tage nichts gegessen hatte. Sie habe in den letzten drei Monaten vor ihrem Tod eine strenge Diät gehalten und dabei zwölf Kilogramm abgenommen. Zum Zeitpunkt ihres Todes wog sie bei einer Körpergröße von 175 Zentimetern nur 50 Kilogramm. Das entspricht einem Body-Mass-Index (BMI) von 16,3. Die Weltgesundheitsorganisation hält einen BMI von 18 für die Grenze zur Unterernährung.
Als eine Folge des Todes von Luisel Ramos ordneten die Organisatoren der im September 2006 stattfindenden Madrid Fashion Week an, dass nur Models eingesetzt werden dürfen, deren BMI mindestens 18 beträgt. Sie lösten damit eine Diskussion in der westlichen Presse über ein richtiges Verhältnis zwischen Größe und Gewicht bei Models aus. Giorgio Armani beispielsweise verbannte ultraschlanke Models aus seinen Modeschauen.
Im Oktober 2006 starb mit der Brasilianerin Ana Carolina Reston Macan ein weiteres Model ebenfalls an Anorexie. Ein dritter tragischer Todesfall ereignete sich nur wenige Monate später, als am 13. Februar 2007 die jüngere Schwester von Luisel, die 18-jährige Eliana Ramos, einem Herzinfarkt erlag. Es wird vermutet, dass es sich auch in ihrem Fall um eine Folge von Essstörungen handelte.